# Германци във Франция
Германците във Франция (на френски: Communauté allemande en France) са етническа група във Франция.

## Численост и религия
Общо 130 000 германци живеят в страната. Основната им религия е християнството (католицизъм и протестантство), но има и атеисти.
Основната част от германците във Франция живеят в регионите:
- Елзас
- Лотарингия
- Аквитания
- Лангедок-Русийон
- Юг-Пиренеи
- Бретан
- Поату-Шарант
- Корсика

## Известни личности
- Патрисия Каас
- Жорж Лотнер
- Даниел Кон-Бендит
- Изабел Аджани
- Симон Синьоре
- Марлене Дитрих
- Венсан Перез
- Антоан Гризман